# Swainsboro
Swainsboro est une ville de Géorgie, aux États-Unis. Il s'agit du siège du comté d'Emanuel.

## Démographie
| 1870 | 1880 | 1890 | 1900 | 1910  | 1920  |
| ---- | ---- | ---- | ---- | ----- | ----- |
| 108  | 186  | 395  | 895  | 1 313 | 1 578 |

| 1930  | 1940  | 1950  | 1960  | 1970  | 1980  |
| ----- | ----- | ----- | ----- | ----- | ----- |
| 2 442 | 3 575 | 4 300 | 5 943 | 7 325 | 7 602 |

| 1990  | 2000  | 2010  | - | - | - |
| ----- | ----- | ----- | - | - | - |
| 7 361 | 6 943 | 7 277 | - | - | - |